# روبان‌ماهی
روبان‌ماهی نام یک تیره به نام روبان‌ماهیان (نام علمی: Trachipteridae) از راسته دهان‌گردماهی‌سانان است.